# Thrigmopoeus
Genre
Thrigmopoeus est un genre d'araignées mygalomorphes de la famille des Theraphosidae.

## Distribution
Les espèces de ce genre sont endémiques d'Inde.

## Liste des espèces
Selon World Spider Catalog (version 19.0, 11/04/2018) :
- Thrigmopoeus insignis Pocock, 1899
- Thrigmopoeus truculentus Pocock, 1899

## Publication originale
- Pocock, 1899 : Diagnoses of some new Indian Arachnida. Journal of the Bombay Natural History Society, vol. 12, p. 744-753 (texte intégral).